# II Canadian Corps
Il II Canadian Corps fu un corpo d'armata del Canadian Army, creato nel 1943 per prendere parte alla seconda guerra mondiale.
Creato dalle unità canadesi precedentemente dislocate nel Regno Unito, il corpo non partecipò ad alcuna operazione bellica fino al luglio 1944 quando, agli ordini del generale Guy Simonds, fu impegnato negli scontri della battaglia di Normandia come parte prima della Second Army britannica e poi della First Canadian Army. Dopo la vittoriosa conclusione delle operazioni in Normandia, nel settembre 1944 il corpo fu impegnato nella liberazione della costa francese lungo il canale della Manica, mentre tra ottobre e novembre le forze di Simonds presero parte ai duri combattimenti della battaglia della Schelda.
Dopo aver presidiato il fronte nei Paesi Bassi meridionali, all'inizio di febbraio 1945 il II Corps fu impegnato nei duri scontri della campagna della Renania al confine tedesco-olandese, per poi partecipare alla fine del marzo seguente all'attraversamento del Reno e alla spinta finale verso il nord della Germania. Le ultime operazioni belliche in aprile videro il corpo contribuire alla liberazione dei Paesi Bassi settentrionali, fino alla capitolazione delle forze tedesche il 5 maggio; il corpo fu quindi sciolto e disattivato il 25 giugno 1945.

## Storia

### Formazione
Al momento dell'entrata in guerra del Canada nel settembre 1939, il Canadian Army era una forza di piccole dimensioni e non aveva alcuna unità operativa organica al di sopra del livello di divisione; la situazione mutò nel corso degli anni seguenti, a mano a mano che il paese mobilitava il suo potenziale militare e iniziava ad ammassare unità da combattimento nel Regno Unito. Un primo comando di corpo d'armata ("Canadian Corps", poi I Canadian Corps) fu quindi attivato nel dicembre 1940, ma con l'arrivo di ulteriori divisioni si decise di espandere la struttura di comando delle forze canadesi nel Regno Unito fino alla costituzione di un quartier generale di armata con due corpi d'armata sottoposti; la First Canadian Army fu quindi attivata formalmente il 6 aprile 1942, ma la carenza di ufficiali di stato maggiore canadesi adeguatamente addestrati costrinse a rimandare di diversi mesi l'attivazione del secondo comando di corpo d'armata, inizialmente prevista per il luglio 1942. Il II Canadian Corps vide infine la luce il 14 gennaio 1943, agli ordini del tenente generale Ernest William Sansom.
Il progetto iniziale prevedeva di raggruppare sotto uno dei comandi di corpo d'armata le tre divisioni di fanteria canadesi nel frattempo inviate nel Regno Unito e sotto l'altro le due divisioni corazzate in fase di costituzione in Canada; in seguito si decise che fosse invece preferibile creare corpi d'armata dalla composizione mista. All'atto della sua costituzione, il II Canadian Corps venne quindi a controllare due divisioni di fanteria (la 2nd e 3rd Canadian Infantry Division) e una divisione corazzata (la 4th Canadian (Armoured) Division), oltre a una brigata corazzata indipendente (2nd Canadian Armoured Brigade) e a varie unità di supporto al combattimento come artiglieria, genio militare, trasporti, trasmissioni e sanità; come per tutte le unità canadesi, un largo ammontare delle truppe dei servizi era in realtà composto da militari britannici, stante la ridotta disponibilità di risorse umane per i canadesi.
Il II Canadian Corps trascorse il primo anno e mezzo della sua esistenza dislocato nel Sussex, addestrandosi e svolgendo esercitazioni campali ma senza venire coinvolto in eventi bellici di sorta; il corpo divenne la principale componente operativa della First Canadian Army dopo che, nell'ottobre 1943, l'intero I Corps fu distaccato dall'armata per essere inviato a combattere in Italia sotto l'egida dell'Eighth Army britannica. Nell'ambito della pianificazione per l'imminente invasione alleata della Normandia (operazione Overlord), fu stabilito che la Second Army britannica avrebbe guidato la fase iniziale dell'assalto sulla sinistra del fronte alleato, mentre la First Canadian Army sarebbe sbarcata in rinforzo una volta ampliata a sufficienza la testa di ponte stabilita in territorio francese; si decise tuttavia che i canadesi avrebbero dato il loro contributo all'assalto anfibio iniziale, e nel dicembre 1944 tanto la 3rd Canadian Division quanto la 2nd Canadian Armoured Brigade furono temporaneamente trasferite in forza al I Corps del British Army, unità di prima linea nel progettato sbarco. Sempre nell'ambito dei preparativi per l'invasione, il 30 gennaio 1944 il tenente generale Sansom fu rimpiazzato alla guida del II Corps dal tenente generale Guy Simonds, più in salute e dotato di esperienza di combattimento acquisita sul fronte italiano; in aprile, il comando del II Corps e le unità assegnate furono trasferite dai loro acquartieramenti nel Sussex alla zona di Dover.

### La battaglia di Normandia

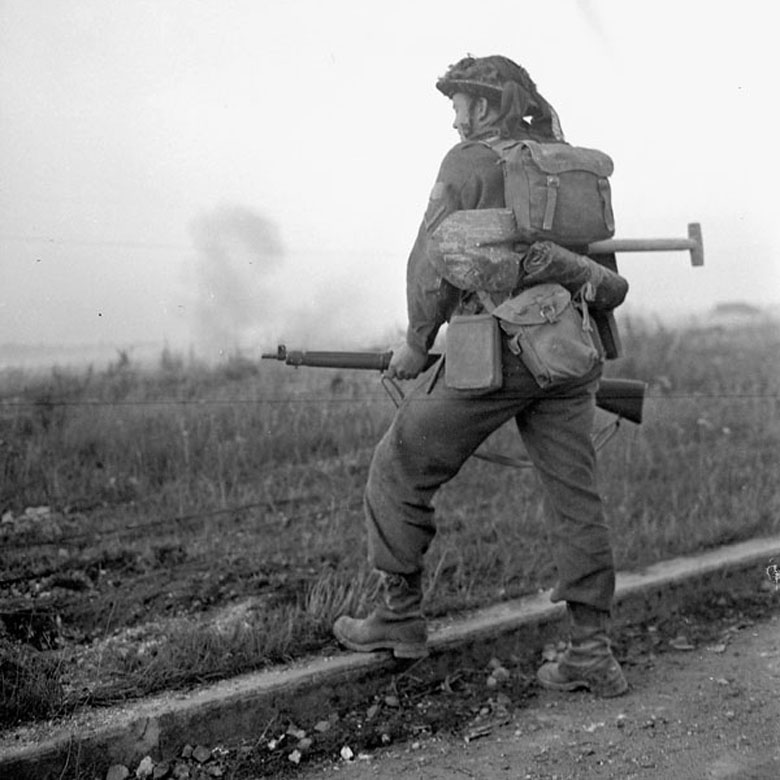
Un fante canadese ripreso durante gli scontri dell'operazione Spring nel luglio 1944

Dopo la vittoriosa conclusione degli sbarchi alleati del 6 giugno 1944 e l'avvio della battaglia di Normandia, il II Canadian Corps fu trasferito sull'altra sponda della Manica nel corso della prima settimana di luglio, stabilendo il suo quartier generale ad Amblie. Il corpo, inizialmente con solo la 2nd Canadian Division, riacquisì dai britannici il controllo della 3rd Division e della 2nd Armoured Brigade, ma a causa della ristrettezza della testa di ponte alleata in Normandia non fu possibile schierare l'intero ammontare della First Canadian Army e le unità di Simonds rimasero quindi sottoposte all'egida della Second Army britannica; dall'11 luglio il corpo assunse la responsabilità di un settore della linea del fronte all'ala sinistra dell'armata, nella zona attorno all'importante città di Caen.
La prima significativa azione bellica del corpo fu, 18 luglio, l'operazione Atlantic, un attacco sussidiario in appoggio alla più ampia operazione Goodwood sferrata dai britannici a oriente di Caen: i canadesi riuscirono a forzare la linea di resistenza tedesca lungo il fiume Orne e a completare la liberazione dei quartieri meridionali di Caen ancora controllati dal nemico, ma non ottennero lo sperato sfondamento del fronte tedesco e l'azione andò arenandosi per il 21 luglio. Simonds cercò di rilanciare l'offensiva sferrando un nuovo attacco il 25 luglio (operazione Spring), coordinato con un grande attacco delle forze statunitensi sull'ala opposta del fronte alleato. Nonostante l'appoggio di due divisioni corazzate britanniche distaccate in forza al II Corps, gli attacchi dei canadesi fallirono e furono respinti con forti perdite dai tedeschi, portando Simonds a sospendere l'operazione per il 27 luglio; ad ogni modo, l'operazione riuscì nell'intento di attirare l'attenzione dei tedeschi e sviarli dall'offensiva statunitense più a ovest, che ebbe successo nello sfondare il fronte nemico. Il 31 luglio il II Corps passò ufficialmente sotto il comando della First Canadian Army, nel frattempo attivata in Normandia e divenuta responsabile del settore orientale della testa di ponte alleata; nello stesso periodo il corpo ricevette anche la 4th (Armoured) Division, l'ultima delle divisioni canadesi a essere inviata al fronte.
Il II Corps tornò in azione l'8 agosto, sferrando un'offensiva per catturare il terreno elevato a nord di Falaise (operazione Totalise); per l'occasione il corpo fu rinforzato con la 1 Dywizja Pancerna ("1ª Divisione corazzata") polacca e con la 51st (Highland) Infantry Division britannica. La fanteria del II Corps riuscì a rompere la linea nemica, ma l'azione di sfondamento delle divisioni corazzate fu bloccata dalle riserve tedesche e l'azione sfumò entro il 9 agosto con solo modesti guadagni territoriali. L'offensiva del II Corps riprese il 14 agosto con nuovi attacchi nel settore di Falaise (operazione Tractable), al fine di ricongiungersi alle forze della Third United States Army più a sud e chiudere le truppe tedesche in una sacca; l'azione ebbe successo: il 16 agosto la 2nd Canadian Division prese Falaise, mentre 19 agosto unità della divisione corazzata polacca incontrarono gli statunitensi nei pressi di Chambois, chiudendo la sacca e intrappolando al suo interno diversi reparti tedeschi. L'eliminazione della sacca di Falaise fu poi portata a termine il 21 agosto seguente, e circa 40 000 soldati tedeschi furono fatti prigionieri dagli Alleati.

### Dalla Senna ai Paesi Bassi

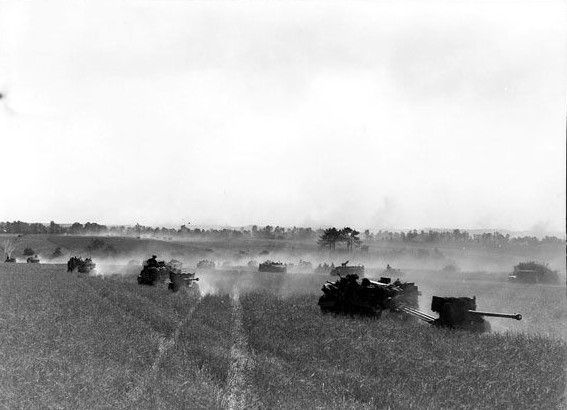
Una colonna di veicoli della 3rd Canadian Division in marcia nella zona di Falaise durante gli eventi dell'operazione Tractable

Crollato il fronte tedesco in Normandia, gli Alleati erano ora in grado di dilagare in tutta la Francia settentrionale. A partire dal 21 agosto il II Corps di Simonds iniziò la spinta verso est in direzione della valle della Senna, raggiungendo le rive del fiume il 26 agosto; dopo aver eliminato alcune sacche di resistenza nemica, i canadesi della 3rd e 4th Division passarono il fiume il 27 agosto nei pressi di Elbeuf e liberarono Rouen il 30 agosto. Ora schierata all'estrema ala sinistra del fronte alleato, la First Canadian Army ricevette l'ordine di liberare i porti francesi affacciati sul canale della Manica, strategici per garantire il flusso dei rifornimenti: il 1º settembre il II Corps inviò la 2nd Canadian Division a liberare Dieppe, presa senza colpo ferire perché già sgombrata dai tedeschi, mentre la 3rd Canadian Division andava a bloccare i porti di Boulogne e Calais tra il 5 e il 6 settembre. Nel frattempo, la divisione corazzata polacca proseguiva alla volta del Belgio, passando la Somme il 3 settembre e superando il confine franco-belga vicino a Ypres il 6 settembre, per poi essere bloccata dai tedeschi nei pressi di Gand; la 2nd Canadian Division avanzò sulla scia dei polacchi, liberando Ostenda senza colpo ferire il 9 settembre per poi andare a bloccare Dunkerque.
La 3rd Canadian Division prese d'assalto ed espugnò Boulogne tra il 17 e il 22 settembre (operazione Wellhit), mentre il 25 settembre i canadesi iniziarono le operazioni per espugnare Calais (operazione Undergo); quest'ultima capitolò il 1º ottobre, seguita subito dopo dalle batterie di artiglieria di Cap Gris-Nez. La cattura dei porti sulla Manica si rivelò tuttavia un successo inutile per gli Alleati: prima di capitolare i tedeschi avevano provveduto a distruggere le installazioni portuali, rendendo inservibili gli scali per diversi mesi. In conseguenza di ciò si decise di non attaccare Dunkerque, che fu quindi posta sotto assedio capitolando solo alla fine della guerra nel maggio 1945.

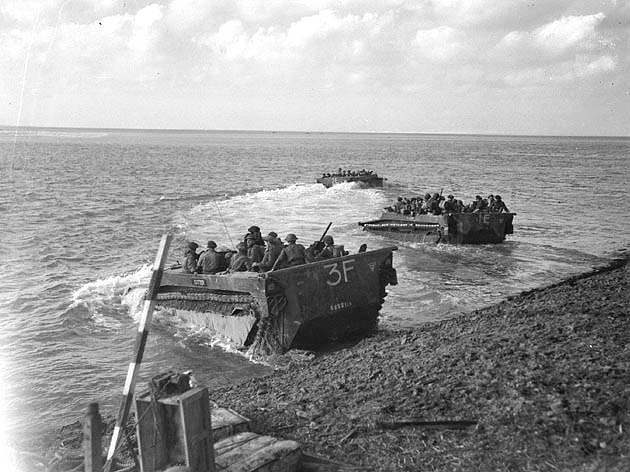
Veicoli anfibi "Buffalo" trasportano i fanti canadesi durante le operazioni nell'estuario della Schelda nel settembre 1944

Le forze britanniche della Second Army avevano avuto più successo dei canadesi, riuscendo il 4 settembre a catturare Anversa con il suo importante porto praticamente intatto. Il porto era tuttavia inservibile fintanto che i tedeschi mantenevano il controllo della sua via d'accesso al mare aperto, l'estuario della Schelda; con i britannici assorbiti dagli eventi dell'operazione Market Garden nei Paesi Bassi meridionali il II Corps ricevette quindi l'ordine di provvedere alla liberazione di questa importante zona strategica. La battaglia della Schelda prese avvio a partire dal 2 ottobre: la 2nd Canadian Division lanciò un'offensiva nella regione olandese della Zuid-Beveland, ingaggiando pesanti combattimenti con le forze tedesche in un susseguirsi di attacchi e contrattacchi; nel mentre, la 3rd Canadian Division provvedeva ad attaccare la sacca di resistenza tedesca rimasta nei dintorni di Breskens a sud della Schelda, sbarcando anche alle spalle delle forze tedesche tramite una manovra anfibia aggirante attraverso l'imboccatura del fiume. Per il 2 novembre la 2nd Division aveva completato la liberazione del Zuid-Beveland, mentre la 3rd Division rastrellò le ultime forze tedesca nella sacca di Breskens entro il 3 novembre. L'ultima posizione tedesca era rappresentata dall'isola fortificata di Walcheren, che fu assaltata a partire dal 31 ottobre: forze canadesi della 2nd Division e britanniche della 52nd (Lowland) Infantry Division lanciarono un attacco da est attraverso la strada sopraelevata che collegava Walcheren alla terraferma olandese, mentre reparti di British Commandos sbarcavano sull'isola a ovest dal lato del mare aperto. Flessinga fu presa il 7 novembre, e per il giorno seguente la resistenza tedesca su Walcheren era cessata; con l'estuario della Schelda messo in sicurezza, il 28 novembre il primo convoglio di rifornimenti alleato poté approdare ad Anversa.

### Ultime operazioni

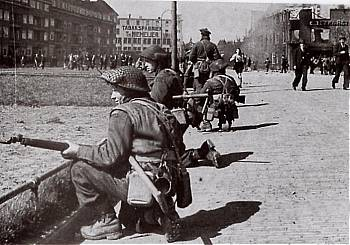
Truppe canadesi nelle strade di Groninga durante gli scontri dell'aprile 1945

Concluse le operazioni nell'estuario della Schelda, la First Canadian Army assunse l'incarico di presidiare la linea del fronte nei Paesi Bassi meridionali. Il II Corps di Simonds fu spostato più a est all'ala destra dell'armata, rilevando a partire dal 9 novembre le truppe britanniche nel presidio della linea del fronte lungo l'argine meridionale del fiume Waal e nella testa di ponte a nord di Nimega; i successivi tre mesi videro per il corpo d'armata una situazione sostanzialmente statica, con solo operazioni su piccola scala stante anche la stasi data dal periodo invernale. Le unità di Simonds tornarono in azione all'inizio di febbraio 1945, durante gli eventi della più ampia campagna della Renania: il II Corps avrebbe fatto parte della grossa offensiva della First Canadian Army volta a sgombrare dal nemico la striscia di terra compresa tra la Mosa e il Reno nella Renania settentrionale, tramite un attacco in direzione sud-est sferrato a partire dalla testa di ponte di Nimega.
L'azione (operazione Veritable) prese il via l'8 febbraio 1945: il II Corps era schierato all'ala sinistra del fronte alleato adiacente alla sponda del Reno, e si ritrovò a operare in un terreno completamente allagato dopo che i tedeschi ebbero fatto saltare gli argini del fiume; l'avanzata degli Alleati fu contrastata metro per metro dagli ostinati difensori tedeschi, appoggiati a fortificazioni ben preparate, e procedette a rilento per diverse settimane. Dopo essersi infine aperte un varco nelle difese tedesche, le forze di Simonds rilanciarono l'azione il 26 febbraio con un'offensiva volta a catturare la città di Xanten e l'area boscosa della Uedemer Hochwald (operazione Blockbuster); per l'occasione il II Corps poteva schierare, oltre alla 2nd, 3rd e 4th Canadian Division, anche la 43rd (Wessex) Infantry Division e l'11th Armoured Division britanniche. Nonostante l'ostinata resistenza tedesca, l'offensiva ebbe successo e il 3 marzo i canadesi presero Xanten; entro il 10 marzo gli ultimi reparti tedeschi nel settore della First Canadian Army erano stati respinti sull'altra sponda del Reno.

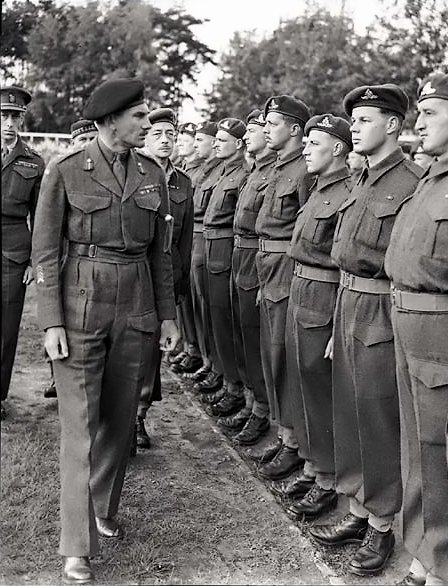
Il generale Simonds passa in rassegna un gruppo di soldati del II Corps a Meppen nel maggio 1945

La First Canadian Army fu posta in riserva durante la successiva fase offensiva alleata, l'attraversamento del Reno da parte della Second Army britannica tra Rees e Wesel il 23 marzo (operazione Plunder); il II Corps di Simonds prese tuttavia parte all'operazione venendo posto temporaneamente sotto il comando britannico, e il 28 marzo fu schierato nella testa di ponte oltre il Reno andando a occupare dopo duri scontri la città di Emmerich. L'offensiva del II Corps, tornato sotto l'egida della First Canadian Army il 2 aprile, fu prolungata in un attacco verso nord al fine di liberare i Paesi Bassi settentrionali: la resistenza tedesca stava crollando, ma era ancora capace di alcuni soprassalti e la 3rd Canadian Division fu impegnata in duri scontri a Zutphen tra il 6 e l'8 aprile per poi avanzare in direzione di Deventer, presa il 10 aprile, e di Leeuwarden, raggiunta il 15 aprile. Nel frattempo, la 2nd Canadian Division superò d'assalto l'ostacolo del Twentekanaal tra il 2 e il 3 aprile e mosse su Groninga dove, tra il 13 e il 16 aprile, fu impegnata in una dura battaglia con le forze tedesche; sul suo fianco destro la 4th Canadian Division diresse su Almelo, presa il 5 aprile, e raggiunta dalla divisione corazzata polacca procedette verso nord lungo il confine settentrionale tra Paesi Bassi e Germania, stabilendo una testa di ponte oltre il fiume Ems a Meppen l'8 aprile per poi essere coinvolta in scontri sanguinosi con i tedeschi nei dintorni di Friesoythe il 14 aprile.
Il 15 aprile elementi della 2nd Canadian Division raggiunsero la costa del Mare del Nord a Zoutkamp, tagliando fuori completamente le ultime forze tedesche asserragliate nei Paesi Bassi occidentali. Scontri molto duri seguirono l'attraversamento del Küstenkanal da parte della 4th Canadian Division tra il 16 e il 17 aprile, ma la resistenza della Wehrmacht lungo il fronte del II Corps stava collassando: il 1º maggio la 4th Canadian Division prese Bad Zwischenahn mentre il 3 maggio la 2nd Canadian Division catturò Oldenburg senza incontrare grossa opposizione. Il 4 maggio il quartier generale del II Corps ricevette la notizia che trattative di resa erano state aperte tra tedeschi e Alleati, e che pertanto ogni ulteriore operazione offensiva doveva essere interrotta; il giorno seguente tutte le truppe tedesche schierate nella Germania settentrionale e nei Paesi Bassi deposero ufficialmente le armi, e al quartier generale del II Corps a Bad Zwischenahn il generale Simonds accolse la resa delle forze del generale Erich Straube, comandante di quanto restava della 1. Fallschirm-Armee. Dopo la conclusione delle ostilità in Europa l'8 maggio seguente, il II Corps rimase di presidio nei Paesi Bassi, sovrintendendo al disarmo dei reparti tedeschi, al soccorso della popolazione civile e al ripristino delle autorità statali olandesi; contemporaneamente le forze canadesi iniziarono il processo di smobilitazione, e il II Corps fu ufficialmente sciolto il 25 giugno 1945.